# Blaževci (Tešanj, BiH)
Blaževci su selo u općini Tešanj, Federacija BiH, BiH. 

## Stanovništvo
Nacionalni sastav stanovništva 1991. godine, bio je sljedeći:
ukupno: 190
- Hrvati - 166
- Srbi - 16
- Jugoslaveni - 8

Stanovništvo 2013. ukupno: 131

## Crkva Križ
U selu se nalazi Crkva Uzvišenja sv. Križa,koja je sagrađena 1973. godine. Prema izvorima na području današnje crkve postojala je drvena kapelica.